# Batalhão Búfalo
O Batalhão Búfalo (designação oficial: 32º Batalhão de Elite da África do Sul; em africâner 32-Bataljon; em Angola ocasionalmente chamados Os Terríveis) foi um batalhão de infantaria do Exército Sul-Africano, do tempo do regime do apartheid, que interveio na Guerra Civil Angolana e na Guerra de Independência da Namíbia. 
O batalhão foi constituído em fins de 1975, quando já estava claro que o Movimento Popular de Libertação de Angola (MPLA) e o seu aliado Cuba sairiam vitoriosos do conflito armado que caracterizou o processo de descolonização de Angola em 1974/1975. A sua função principal foi a de intervir fora das fronteiras da África do Sul, a começar por Angola onde era do interesse do então regime sul-africano que o conflito se transformassem em guerra civil, logo a seguir a independência de Angola, em 11 de Novembro de 1975.
O batalhão foi fundado para trabalhar na operação Savana, inicialmente com o nome de "Força Operacional Zulu", como iniciativa do tenente-coronel sul-africano Jan Breytenbach, que recrutou soldados da Frente Nacional de Libertação de Angola (FNLA) e União Nacional para a Independência Total de Angola (UNITA) que, derrotados no Sul de Angola por MPLA e Cuba, se refugiaram no Sudoeste Africano (hoje Namíbia), na altura ocupado pela África do Sul. Cabe ressaltar que, majoritariamente, foi o contingente da FNLA sob comando de Daniel Chipenda, o chamado "Esquadrão Chipenda", que tornou-se a base principal de formação do 32º Batalhão. Foram também integrados, especialmente para fins de enquadramento, elementos oriundos de Portugal, do Reino Unido, da então Rodésia e dos Estados Unidos, de modo que o batalhão foi considerado como a Legião Estrangeira sul-africana.
A partir de fins de 1975/inícios de 1976, no fim da operação Savana, a tropa mudou de nome, passando a denominar-se brevemente como "Força Operacional Bravo", em seguida tornando-se oficialmente o "32º Batalhão de Elite da África do Sul". Combateu, juntamente com a UNITA, não apenas as tropas do MPLA e de Cuba, mas também as forças do movimento anti-colonial namibiano Organização do Povo do Sudoeste Africano (SWAPO) que, em 1974/1975, havia estabelecido bases no Sul de Angola para o recrutamento e treino de voluntários e para incursões na actual Namíbia.
Embora os "búfalos" tivessem como vocação específica o combate à guerrilha, eles participaram frequentemente em combates "regulares" e chegaram a ser uma das unidades mais condecoradas do exército sul-africano. A seguir à independência da Namíbia, foram transferidos para a África do Sul onde foram utilizados para o controle de bairros suburbanos, especialmente em Joanesburgo. Em 1993, logo depois do fim do apartheid, a unidade foi dissolvida. Uma série dos seus integrantes passaram então a juntar-se às "empresas de segurança" privadas Executive Outcomes e Sandline Internacional que foram em dada altura contratadas pelo governo angolano (do MPLA) para o combate contra as unidades de guerrilha da UNITA, portanto contra os antigos "companheiros de armas" do Batalhão Búfalo.